# Мтісдзірі (Кварелі)
Мтісдзірі (груз. მთისძირი) — село в Грузії.
За даними перепису населення 2014 року в селі проживає 723 особи.